# Stephen Benton Elkins
Stephen Benton Elkins, né le 26 septembre 1841 à New Lexington (Ohio) et mort le 4 janvier 1911 à Washington), est un homme politique américain. Membre du Parti républicain, il est représentant du territoire du Nouveau-Mexique entre 1873 et 1877, secrétaire à la Guerre entre 1891 et 1893 dans l'administration du président Benjamin Harrison puis sénateur de Virginie-Occidentale entre 1895 et 1911.

## Biographie
Étudiant de l'université du Missouri, il sert comme capitaine durant la guerre de Sécession.
Il est membre de la Chambre des représentants des États-Unis de 1873 à 1877, secrétaire à la Guerre des États-Unis de 1891 à 1893 et sénateur de 1895 à 1911.
La ville d'Elkins a été nommée en son hommage.

## Sources
- (en) Cet article est partiellement ou en totalité issu de l’article de Wikipédia en anglais intitulé « Stephen Benton Elkins » (voir la liste des auteurs).